# Stelling van Tellegen
De stelling van Tellegen is een door de Nederlander Bernard Tellegen gevonden stelling over een elektrisch netwerk.
De stelling zegt, dat als een elektrisch netwerk de elektrische spanningen V1, V2, V3... in volt en de stromen I1, I2, I3... in ampère in de takken 1, 2, 3... van het netwerk voldoen aan de Wetten van Kirchhoff, dat dan geldt:
V1 I1 + V2 I2 + V3 I3 + ... = 0.
Men zegt wiskundig, dat de spanningsvector en de stroomvector orthogonaal zijn. Het bewijs volgt uit de wetten van Kirchhoff.
De spanningen en de stromen hoeven niet noodzakelijk tegelijk voor te komen: de spanningen moeten aan de Wetten van Kirchhoff voldoen en de stromen moeten afzonderlijk aan de wetten van Kirchhoff voldoen. De stelling geldt bijvoorbeeld ook voor spanningen op een bepaald tijdstip en stromen op een later tijdstip. De stelling geldt zelfs voor de spanningen en stromen van twee verschillende netwerken met dezelfde graaf. De spanningen in het ene netwerk voldoen aan de spanningswet van Kirchhoff, de stromen in het andere netwerk voldoen aan de stroomwet van Kirchhoff.
De stelling van Tellegen is van nut, om meer specifieke beweringen over elektrische netwerken snel mee aan te tonen.